# Benigna novotvorba
Benigna novotvorba ali benigni tumor je novotvorba (nenormalna, atipična, nekontrolirana, navadno lokalna patološka rast tkiva), ki ne kaže niti morfoloških niti kliničnih znakov invazivnega vraščanja ali zasevkov. Benigne novotvorbe so grajene iz celic, ki so podobne normalnim in imajo le omejeno sposobnost rasti. Vraščanje v okolno tkivo in zasevanje sta pa značilnosti t. i. malignih oziroma rakavih novotvorb. Zato benigne novotvorbe imenujemo tudi nerakave novotvorbe. Rast celic benignih novotvorb je praviloma počasnejša kot rast malignih celic, benigne celice pa so načeloma tudi bolj diferencirane oziroma imajo več značilnosti normalnih celic. Zanje je značilno, da jih obdaja fibrozna ovojnica vezivnega tkiva ali imajo izražen epitelij. Primera benignih novotvorb sta melanocitno pigmentno znamenje (nevus) in leiomiom uterusa (benigni tumor iz gladke mišičnine in veziva v maternici).
Čeprav ne razsevajo v druge predele telesa in se ne vraščajo v tkivo, lahko negativno vplivajo na zdravje. Zaradi čezmerne rasti lahko pritiskajo na tkivo in poškodujejo živce, ovirajo prekrvljenost tkiva (ishemija), povzročijo mrtvine oziroma nekroze tkiva ter poškodujejo organe. Benigni tumorji povzročajo težave zaradi rasti predvsem takrat, če se nahajajo v prostorsko bolj omejenem predelu telesa, kot so lobanja, dihala, sinusi ali kosti. Benigni tumorji z endokrinim tkivom lahko povzročijo čezmerno izločanje določenih hormonov, zlasti če so celice v njem dobro diferencirane. Primera sta adenom ščitnice in adrenokortikalni adenom.
Benigne novotvorbe same po sebi ne ogrožajo življenja, vendar pri nekaterih vrstah obstaja tveganje za prehod v rakavo oziroma maligno obliko. Zato in zaradi drugih morebitnih negativnih vplivov na zdravje se benigne novotvorbe kirurško odstranijo. Praviloma se ne ponovijo.

## Razvrščanje
| Celični izvor | Vrsta celic               | Novotvorba                      |
| ------------- | ------------------------- | ------------------------------- |
| Endodermalni  | žolčna izvodila           | holangiocelularni adenom        |
| Endodermalni  | debelo črevo              | polip debelega črevesa          |
| Endodermalni  | žleze                     | adenom                          |
| Endodermalni  | žleze                     | papilom                         |
| Endodermalni  | žleze                     | cistadenom                      |
| Endodermalni  | jetra                     | adenom jetrnih celic            |
| Endodermalni  | posteljica                | grozdasta snet (hidatozna mola) |
| Endodermalni  | ledvice                   | tubularni adenom                |
| Endodermalni  | ploščatocelični epitelij  | ploščatocelični papilom         |
| Endodermalni  | želodec                   | želodčni polip                  |
| Mezenhimski   | krvna žila                | hemangiom                       |
| Mezenhimski   | kost                      | osteom                          |
| Mezenhimski   | hrustanec                 | hondrom                         |
| Mezenhimski   | maščevje                  | lipom                           |
| Mezenhimski   | fibrozno tkivo            | fibrom                          |
| Mezenhimski   | mezgovnica                | limfangiom                      |
| Mezenhimski   | gladka mišičnina          | leiomiom                        |
| Mezenhimski   | prečno progasta mišičnina | rabdomiom                       |
| Ektodermalni  | glija                     | astrocitom                      |
| Ektodermalni  | melanociti                | nevus                           |
| Ektodermalni  | možganske ovojnice        | meningiom                       |
| Ektodermalni  | živčne celice             | ganglionevrom                   |
| Vir           |                           |                                 |